# Godefridus Andreas Melort
Jhr. Godefridus Andreas Melort van Middelharnis (Oudenbosch, 9 november 1792 – Den Haag, 25 februari 1870) was een Nederlands jurist. Hij was van 1849 tot 1868 raadsheer in de Hoge Raad der Nederlanden.
Melort groeide op in Oudenbosch als zoon van Andreas Joannes Melort (1759-1817), chirurgijn, apotheker, schepen en president-schepen van Oudenbosch, en diens echtgenote Cornelia van den Dries. In zijn jeugd was hij page van koning Lodewijk Napoleon. Hij studeerde rechten aan de Universiteit Leiden tot 1813, toen hij werd ingelijfd in het leger van keizer Napoleon, en opnieuw van 1814 tot 1816, toen hij op 21 juni 1816 promoveerde op De quarela ifficiosi testamenti ad leg. XIX dig. codem Na zijn promotie werd hij advocaat bij het Hoog Gerechtshof te 's-Gravenhage. In 1838 werd hij benoemd tot raadsheer in het provinciaal gerechtshof in Zuid-Holland.
Op 9 november 1847 deed de Hoge Raad een aanbeveling voor de vervulling van de vacature die was ontstaan door het overlijden van de raadsheer jhr. J.P.Y. Diert van Melissant, de eerste (en op dat moment enige) katholieke raadsheer in de Hoge Raad; de katholieke Melort stond eerste op de aanbeveling, gevolgd door Antonius Zacharias Hanlo, ook katholiek. Melort stond ook bovenaan de voordracht die de Tweede Kamer op 19 november opmaakte, maar minister Nedermeyer van Rosenthal benoemde op 25 november Hanlo. Die overleed echter al anderhalf jaar later, op 17 mei 1849; Melort stond andermaal bovenaan de aanbeveling en de voordracht en werd ditmaal wel benoemd, op 2 juli 1849. Op 30 september 1868 werd hem op verzoek ontslag verleend.

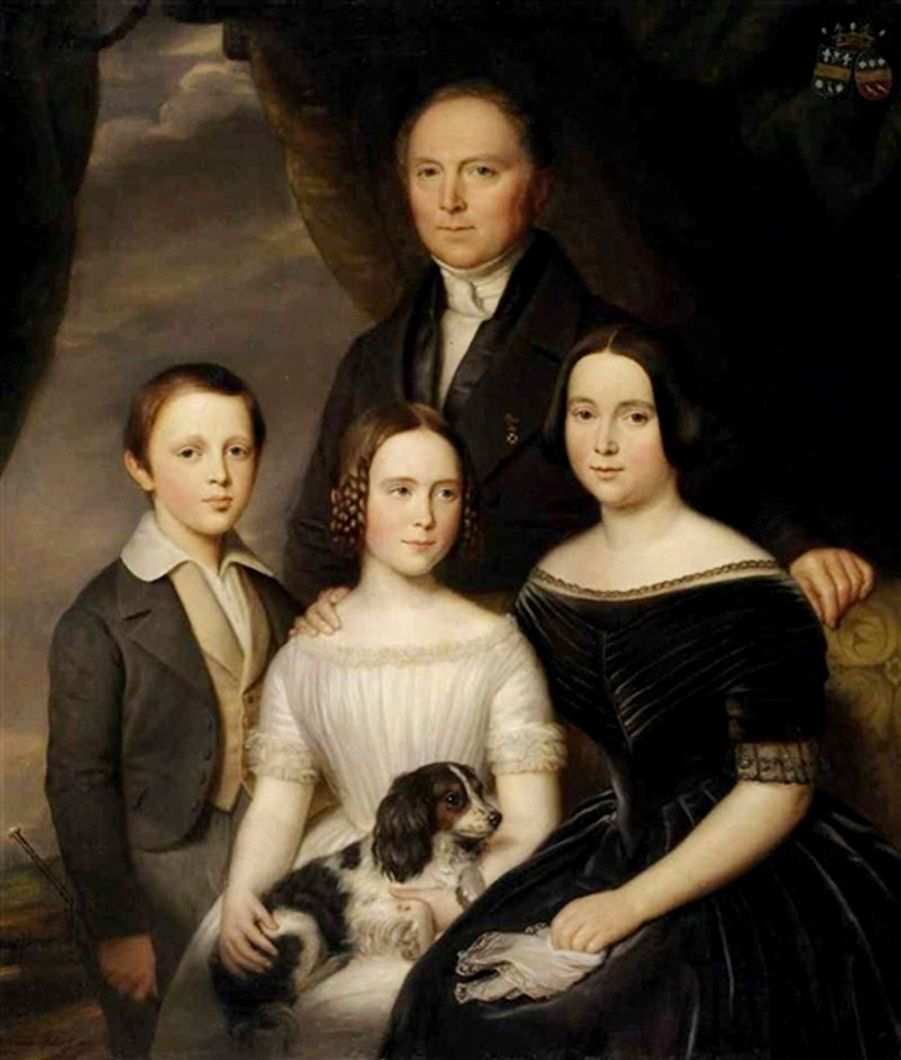
G.A. Melort, zijn vrouw A.J. Wittert van Hoogland en hun kinderen, geschilderd door Jan Baptist van der Hulst.

Melort was op 5 februari 1832 te Den Haag getrouwd met jkvr. Anna Josephina Wittert van Hoogland (1805-1878). Uit dit huwelijk kwamen twee kinderen: Louise Antoinetta Gijsberta Cornelia Melort (1833-1898) en Eduard Bonifacius Andreas Nicolaas Melort, heer in Middelharnis (1835-1878), substituut-officier van justitie. Bij Koninklijk Besluit van 28 november 1840 werden Melort en zijn kinderen in de Nederlandse adel verheven met het predicaat jonkheer. Melort overleed in 1870 op 77-jarige leeftijd.